# 滨江街道 (哈尔滨市)
滨江街道是中国黑龙江省哈尔滨市道外区下辖的一个街道，位于道外城区南部，东与太古街道接壤。

## 行政区划
下辖以下地区：
德胜社区、保障社区、三育社区、大方里社区和春木社区。